# Alfred Wawrzyniak
Alfred Wawrzyniak (ur. 27 lipca 1933 w Poznaniu, zm. 25 stycznia 2020 tamże) – polski dziennikarz, działacz katolicki, poseł na Sejm IX oraz X kadencji.

## Życiorys
Syn Franciszka i Stanisławy. Ukończył w 1958 studia na Katolickim Uniwersytecie Lubelskim, otrzymując tytuł zawodowy magistra filozofii. Wykonywał zawód dziennikarza. W 1983 został redaktorem naczelnym miesięcznika „Życie i Myśl”. Jest członkiem Katolickiego Stowarzyszenia Dziennikarzy w Poznaniu. Od 1953 należał do Stowarzyszenia „Pax”. Z jego ramienia zasiadał od 1973 w Wojewódzkiej Radzie Narodowej w Poznaniu, W drugiej połowie lat 80. pełnił obowiązki wiceprzewodniczącego WRN. w latach 1982–1985 wchodził w skład Trybunału Stanu. Był wiceprzewodniczącym Rady Wojewódzkiej Patriotycznego Ruchu Odrodzenia Narodowego.
W 1985 uzyskał mandat posła na Sejm PRL IX kadencji z okręgu Poznań-Stare Miasto. Zasiadał w Komisji Mandatowo-Regulaminowej, Komisji Spraw Samorządowych, a także trzech komisjach nadzwyczajnych. W 1989 uzyskał reelekcję w okręgu Poznań-Nowe Miasto. W Sejmie kontraktowym pracował m.in. w Komisji Samorządu Terytorialnego, Komisji Administracji i Spraw Wewnętrznych.
Po przekształceniu Stowarzyszenia „Pax” działał w Katolickim Stowarzyszeniu „Civitas Christiana”. W 2006 opracował poświęconą tej organizacji publikację Sprostać wyzwaniom... Katolickie Stowarzyszenie „Civitas Christiana” w służbie formacji katolicko-społecznej.
Pochowany na cmentarzu Górczyńskim w Poznaniu.

## Odznaczenia
- Krzyż Komandorski Orderu Odrodzenia Polski (1989)
- Krzyż Oficerski Orderu Odrodzenia Polski (1984)
- Krzyż Kawalerski Orderu Odrodzenia Polski (1979)
- Srebrny Krzyż Zasługi (1969)
- Medal 40-lecia Polski Ludowej